# ダーシー・グレアム
ダーシー・グレアム（Darcy Graham、1997年6月21日 - ）は、ユナイテッド・ラグビー・チャンピオンシップ、エディンバラ・ラグビーに所属するラグビーユニオン選手。

## プロフィール
- スコットランド・ホイック出身。
- ポジションはウィング(WTB)、フルバック(FB)。
- 身長 176cm、体重 84kg
- U20スコットランド代表に選ばれたことがある[1]。
- スコットランド代表キャップ数は33(2022年12月現在)でラグビーワールドカップ2019のスコットランド代表に選ばれた[2]。
- 7人制スコットランド代表に選ばれたことがある。

## 略歴
2017年、エディンバラに加入。  